# Кульминское сельское поселение
Кульминское се́льское поселе́ние — упразднённое муниципальное образование в Чамзинском районе Мордовии Российской Федерации.
Административный центр — село Кульмино.

## История
Образовано в 2005 году в границах сельсовета.
Законом от 24 апреля 2019 года, Кульминское сельское поселение и одноимённый ему сельсовет были упразднены, а входившие в их состав населённые пункты были включены в Отрадненское сельское поселение и сельсовет.

## Население
| 2002 | 2010 | 2012 | 2013 | 2014 | 2015 | 2016 |
| ---- | ---- | ---- | ---- | ---- | ---- | ---- |
| 421  | ↘359 | ↘353 | ↘346 | ↘331 | ↘321 | ↘316 |
| 2017 | 2018 | 2019 |      |      |      |      |
| ↗317 | ↘312 | ↘298 |      |      |      |      |

## Состав сельского поселения
| № | Населённый пункт    | Тип населённого пункта | Население |
| - | ------------------- | ---------------------- | --------- |
| 1 | Кульмино            | село                   | ↘290      |
| 2 | Маколово            | село                   | ↘69       |
| 3 | Маколовские Выселки | посёлок                | ↘0        |